# رافاييل كلاين
رافاييل كلاين (بالإنجليزية: Randy Klein)‏ هو فنان أمريكي، ولد في 1949.